# Mark Nielsen
Mark Nielsen (Calgary, 19 mei 1979) is een voormalig langebaanschaatser uit Canada. Hij was in zijn jeugd een ijshockeyspeler en maakte later, op advies van zijn hockeycoach, de overstap naar het langebaanschaatsen.
Op de kortste officiële schaatsafstand, de 500 meter, kon Nielsen nooit echt overtuigen. Als hij deelnam aan de wereldbeker zat hij altijd tussen de A-groep en B-groep in. Dit kwam doordat de afstand eigenlijk te lang voor hem was. Op de 100 meter bleek Nielsen wel een van de beste van de wereld, dit blijkt wel uit dat hij viermaal bij de snelste tien 100 meters staat. Ook won hij verscheidende wereldbekerwedstrijden op deze officieuze schaatsafstand.

## Persoonlijke records
| Afstand    | Tijd    | Datum            | Baan    |
| ---------- | ------- | ---------------- | ------- |
| 500 meter  | 34,63   | 28 december 2007 | Calgary |
| 1000 meter | 1.11,42 | 22 maart 2003    | Calgary |
| 1500 meter | 1.53,46 | 27 oktober 2004  | Calgary |
| 3000 meter | 4.25,33 | 26 oktober 2002  | Calgary |
| 5000 meter | 8.00,18 | 14 januari 2000  | Calgary |

## Resultaten
| Jaar | Wereldbeker      |
| ---- | ---------------- |
| 2003 | 15e 500m         |
| 2004 | 100m · 23e 500m  |
| 2005 | 100m · 25e 500m  |
| 2006 | 30e 500m         |
| 2007 |                  |
| 2008 | 8e 100m 28e 500m |